# Yeni Şafak
A Yeni Şafak egy jobboldali konzervatív napilap Törökországban. Az 1994-ben alapított lap megközelítőleg 100 000 példányszámban jelenik meg.

## Fordítás
- Ez a szócikk részben vagy egészben az Yeni Şafak című angol Wikipédia-szócikk fordításán alapul.  Az eredeti cikk szerkesztőit annak laptörténete sorolja fel. Ez a jelzés csupán a megfogalmazás eredetét és a szerzői jogokat jelzi, nem szolgál a cikkben szereplő információk forrásmegjelöléseként.